# 索尼 DPT-RP1
索尼电子纸 DPT-RP1 是一款 13.3 英寸（接近 A4  纸大小）的电子墨水阅读器。该产品于 2017 年发布，用来取代上一代产品 索尼 DPT-S1。DPT-RP1 拥有轻薄、耗电量低的特性，并具备 Wi-Fi 接入功能，同时附带有一支可以用来书写的手写笔。

## 规格
DPT-RP1 搭载有一块 13.3 英寸 2200*1600 的分辨率的触控式电子纸屏幕，ppi 为 207。，以及一颗主频为 1.2 GHz 的 ARM Cortex-A53 微型处理器 。存储容量为 16GB（由系统和用户共用）。DPT-RP1 的重量是 349 克，厚度是 5.9 毫米。